# Le Club des cinq et le Passage secret
Le Club des cinq et le Passage secret est le 2e roman de la série Le Club des cinq créée par Enid Blyton.
Le roman, publié en 1943 au Royaume-Uni sous le titre « Five Go Adventuring Again », a été publié en France en 1955 dans la Bibliothèque rose des éditions Hachette. 
Il évoque l'arrivée des enfants chez les Dorsel lors des vacances de Noël. Ils découvrent un vieux parchemin indiquant l’emplacement d'un passage secret et doivent faire face au comportement étrange d'un répétiteur que M. Dorsel a engagé pour les faire réviser.

## Personnages principaux
- Les Cinq
  - François Gautier (VO : « Julian »)
  - Mick Gautier (VO : « Dick »)
  - Annie Gautier (VO : « Anne »)
  - Claude Dorsel (VO : « George »)
  - Dagobert (chien) (VO : « Timothy »)
- M. Rolland (VO : « Mr Roland ») : enseignant
- Les deux artistes peintres

## Résumé
Remarque : le résumé est basé sur l'édition cartonnée non abrégée parue en 1955 en langue française.

### Mise en place de l'intrigue
Leur mère étant malade, François, Mick et Annie vont passer les vacances de Noël à Kernach, chez les parents de Claude. En raison de leurs mauvais résultats scolaires, M. Henri Dorsel a décidé de leur faire réviser leurs leçons par un répétiteur, M. Rolland. Alors que les premiers jours se passent bien, très vite un conflit va surgir entre Claude et M. Rolland au sujet du chien Dagobert. Ce dernier a mordu légèrement M. Rolland lorsque celui-ci lui a marché sur la queue. Claude se fait punir et Dagobert doit rester dehors dans sa niche, en plein froid. 
Les quatre enfants vont visiter la ferme de Kernach, qui dépend de la propriété et que les Dorsel donnent en fermage à un couple sympathique de fermiers. Les enfants y découvrent une cache secrète à l'intérieur de laquelle se trouve un vieux parchemin qui semble donner, en langue latine, le plan d'un passage secret. 

### Aventures et enquête
Les Cinq recherchent ce passage secret sans le trouver. Ils apprennent aussi que deux artistes peintres passent les vacances de Noël dans la ferme. Ils révèlent leurs découvertes à M. Rolland qui paraît très intéressé et qui les aide à traduire le parchemin. 
Le lendemain de Noël, plusieurs pages contenant les résultats des travaux scientifiques de M. Dorsel disparaissent de son cabinet de travail. Claude, qui avait passé la nuit dans le bureau avec Dagobert pour réchauffer le chien, est soupçonnée du vol par son père. 
Claude découvre incidemment que M. Rolland connaît les deux artistes peintres, ce qui paraît étrange puisque M. Rolland avait fait mine de les considérer comme des étrangers. Elle le voit aussi remettre des papiers aux deux hommes. S'agirait-il des documents volés ? 
Claude découvre aussi que l'entrée du passage secret ne se trouve pas dans la ferme de Kernach comme les enfants l'avaient cru au premier abord, mais dans le bureau de M. Dorsel ! 

### Dénouement et révélations finales
Les enfants trouvent l'entrée du passage secret, le parcourent et atteignent une des chambres de la ferme de Kernach. Cette chambre est celle des artistes peintres. 
La fouillant, Claude met la main sur les précieux documents volés récemment. Les enfants retournent à la demeure des Dorsel et avertissent M. Dorsel. Ce dernier prévient la police. M. Rolland et ses deux acolytes sont arrêtés.

## Remarques
- L'âge des enfants n'est pas précisé dans le roman.
- Le roman ayant été publié en 1943, M. Rolland et ses deux complices peuvent, dans l’esprit du temps, être considérés comme des espions de l'Allemagne nazie.